# The Stonewall Celebration Concert
The Stonewall Celebration Concert é o primeiro álbum de estúdio solo do cantor e compositor brasileiro Renato Russo, lançado em 21 de outubro de 1994 pela EMI.
O álbum, gravado entre fevereiro e março de 1994, é interpretado totalmente em inglês, sendo um dos primeiros álbuns totalmente gravados em computador no mercado brasileiro. Atingiu rapidamente a marca de 250 mil cópias.

## Contexto
Renato se inspirou em um disco de Nick Drake para criar seu primeiro lançamento solo. Uma vez que a economia ia bem na época, a gravadora deu total liberdade para Renato criar seu material.
O plano original era fazer um show beneficente com piano e voz, no qual Renato seria acompanhado por Carlos Trilha, para arrecadar fundos para a Ação da Cidadania contra a Fome, a Miséria e pela Vida. Depois do primeiro recital na sala do ator Marco Nanini, e depois de ouvir as programações de teclado de Carlos, Renato decidiu gravar o projeto em estúdio, mantendo a ideia de reverter a renda para a campanha.
48 canções foram preparadas para o disco, mas somente 21 chegaram à lista final de faixas. Quatro tiveram de ser cortadas de última hora devido a uma limitação de 70 minutos imposta pela fábrica de CDs; estas foram mais tarde contempladas no disco póstumo O Último Solo (a fonte diz que 30 das 48 canções foram descartadas).
Renato acreditava ser o único a conhecer a canção "Cathedral Song". Contudo, no mesmo ano, a cantora Zélia Duncan lançou em seu disco homônimo uma versão em português da faixa.

## Conceito
O disco é uma homenagem aos vinte cinco anos da Rebelião de Stonewall em Nova Iorque e parte dos royalties foi doada à campanha Ação da Cidadania contra a Fome, a Miséria e pela Vida, criada por Herbert de Souza, que morreu em 1997, vítima da AIDS.
A capa do disco homenageia Rock 'n' Roll, de John Lennon, e mostra Renato na porta do prédio onde morava na Rua Nascimento Silva. O número do edifício foi removido durante o tratamento da imagem para preservar a privacidade do músico. O final do encarte traz informações sobre entidades sociais de proteção às crianças e mulheres, à natureza e aos homossexuais e portadores do HIV.

## Lita de faixas
Todas as canções produzidas por Renato Russo.
| N.º            | Título                                        | Compositor(es)                                  | Duração |  |
| 1.             | "Send in the Clowns"                          | Stephen Soundheim                               | 3:45    |  |
| 2.             | "Clothes of Sand"                             | Nick Drake                                      | 2:44    |  |
| 3.             | "Cathedral Song"                              | Tanita Tikaram                                  | 2:57    |  |
| 4.             | "Love Is"                                     | Kate McGarrigle Anna McGarrigle Jane McGarrigle | 3:54    |  |
| 5.             | "Cherish"                                     | Madonna Patrick Leonard                         | 4:35    |  |
| 6.             | "Miss Celie's Blues"                          | Quincy Jones Rod Temperton Lionel Richie        | 2:10    |  |
| 7.             | "The Ballad of the Sad Young Men"             | Tommy Wolf Fran Landesman                       | 3:43    |  |
| 8.             | "If I Loved You"                              | Richard Rodgers Oscar Hammerstein II            | 1:43    |  |
| 9.             | "And So It Goes"                              | Billy Joel                                      | 3:08    |  |
| 10.            | "I Get Along Without You Very Well"           | Hoagy Carmichael                                | 2:34    |  |
| 11.            | "Somewhere in My Broken Heart"                | Billy Dean Richard Leigh                        | 2:43    |  |
| 12.            | "If You See Him, Say Hello"                   | Bob Dylan                                       | 3:47    |  |
| 13.            | "If Tomorrow Never Comes"                     | Kent Blazy Garth Brooks                         | 5:01    |  |
| 14.            | "The Heart of the Matter"                     | Mike Campbell Don Henley J. D. Souther          | 5:36    |  |
| 15.            | "Old Friend"                                  | Nancy Ford Gretchen Cryer                       | 2:23    |  |
| 16.            | "Say It Isn't So"                             | Irving Berlin                                   | 3:35    |  |
| 17.            | "Let's Face the Music & Dance"                | Berlin                                          | 1:33    |  |
| 18.            | "Somewhere"                                   | Leonard Bernstein                               | 4:40    |  |
| 19.            | "Paper of Pins" (Música folclórica americana) | desconhecido                                    | 2:01    |  |
| 20.            | "When You Wish upon a Star"                   | Ned Washington Leigh Harline                    | 3:16    |  |
| 21.            | "Close the Door Lightly When You Go"          | Eric Andersen                                   | 2:24    |  |
| Duração total: | Duração total:                                | Duração total:                                  | 68:12   |  |

## Créditos
Todo o processo de elaboração de The Stonewall Celebration Concert atribui os seguintes créditos:
| Produção e gravação - Renato Russo - vocais, violão, teclados adicionais, percussão, arranjos e produção - Carlos Trilha - teclado, programação e arranjos - Fábio Henriques - engenharia e mixagem - Márcio Tavares de Lima = assistente de estúdio - Reginaldo Ferreira da Costa = assistente pessoal de Russo | Local de gravação e mixagem - Discover Studio - Rio de Janeiro, Brasil Encarte - Renato Russo - capa - Egeu Lauss - capa e arte - Maurício Valladares - fotografia da capa - João Augusto - produção de A&R |